# Vojaški čini
Vojaški čini označujejo rang/položaj v vojaški hierarhiji, na katerega se navezujejo dolžnosti, odgovornost in pravice pripadnika oboroženih sil.
Po navadi ima vsak rod oboroženih sil lasten sistem; za primerjavo med rodovi pa skrbijo činovni razredi.
Podoben sistem rangiranja imajo tudi policija, civilna zaščita, gasilci,...

## Delitev sodobnih činov

### glede na odgovornost
V Slovenski vojski se vojaški čini delijo na:
- vojaške,
- podčastniške,
- (mornariške) častniške in
- generalske/admiralske.

### glede na status
- redni,
- rezervni (ko član oboroženih sil zapusti aktivno službo in se premesti v rezervno sestavo, dobi rezervni čin; to po navadi velja le za častnike),
- častni (zaradi posebnih zaslug pridobi (civilna) oseba častni vojaški čin, ki pa nima nobene prave vrednosti (ne more poveljevati, nima ugodnosti,...),
- nazivni (če pripadnik oboroženih sil zaseda položaj, za katerega nima ustreznega čina, dobi za dobo opravljanja tega položaja nazivni čin),
- vojni (angleško Field Commisson; podčastnik napreduje v častnika na bojišču (angleško Field) zaradi izjemnih zaslug (hrabrost,...) ali zaradi potreb po častnikih (ko so velike izgube med častniki in jih potrebujejo, da se ne poruši sistem poveljevanja).